# بينيديكت أكويغبو
بينيديكت أكويغبو (بالإنجليزية: Benedict Akwuegbu)‏ (مواليد 3 نوفمبر 1974) هو لاعب كرة قدم. يلعب مع منتخب نيجيريا لكرة القدم. سبق له أن لعب في كأس العالم لكرة القدم مع منتخب بلاده.

## روابط خارجية
- بينيديكت أكويغبو على موقع الاتحاد الدولي (مؤرشف)  (الإنجليزية)
- بينيديكت أكويغبو على موقع قاعدة بيانات كرة القدم.إي يو (الإنجليزية)
- بينيديكت أكويغبو على موقع بيانات كرة القدم. دي إي (الألمانية)
- بينيديكت أكويغبو على موقع ناشيونال فوتبول تيمز (الإنجليزية)
- بينيديكت أكويغبو على موقع كووورة